# Jan Miller
Pour les articles homonymes, voir Miller.
Jan Miller, née le 1er septembre 1957, est une joueuse de squash représentant l'Australie. Elle atteint le 10e rang mondial en janvier 1984, son meilleur classement. Elle est championne du monde par équipes en 1983.

## Biographie
Elle participe aux  championnats du monde 1985, ne s'inclinant qu'en quart de finale face à Lucy Soutter. La même année, elle atteint les demi-finales du British Open face à Susan Devoy et remporte l'Open d'Australie.

## Palmarès

### Titres
- Open d'Australie : 1985
- Championnats du monde de squash par équipes : 1983